# Campeonato de Primera División 1951 (Argentina)
El Campeonato de Primera División 1951 fue la vigésima primera temporada y el vigésimo tercer torneo de la era profesional de la Primera División de Argentina, y el único organizado por la Asociación del Fútbol Argentino en ese año. Comenzó el 15 de abril y finalizó el 5 de diciembre, con dos ruedas de todos contra todos. 
Banfield destacó como el primer equipo fuera de los «cinco grandes del fútbol argentino» en ocupar la primera posición en un torneo de la AFA. Aunque terminó con una mejor diferencia de gol que Racing Club (30 contra 23), el reglamento, que fue modificado antes de la finalización del campeonato, descubrió que el título se definiría mediante un partido desempate en lugar de por golaveraje.  
Esto llevó a la disputa de dos finales entre Banfield y Racing Club en el estadio El Gasómetro. La primera terminó 0–0 y la segunda fue ganada 1–0 por el Racing Club, dirigido por Guillermo Stábile, lo que le permitió obtener su duodécimo título y el tricampeonato en la era profesional. 
Este torneo también fue histórico por ser el primero en el que se televisó un partido de Primera División en Argentina. El 18 de noviembre, Canal 7 transmitió el 1–1 entre San Lorenzo y River Plate desde el Gasómetro, correspondiente a la trigesimotercera fecha, con tres cámaras instaladas en el estadio.

## Ascensos y descensos
| Pos | Equipo ascendido |
| --- | ---------------- |
| 1.º | Lanús            |

| Pos  | Equipos descendidos en la temporada 1950 |
| ---- | ---------------------------------------- |
| 17.º | Tigre                                    |
| 18.º | Rosario Central                          |

De esta forma, el número de participantes se redujo a 17.

## Equipos
| Equipo             | Ciudad       |
| ------------------ | ------------ |
| Atlanta            | Buenos Aires |
| Banfield           | Banfield     |
| Boca Juniors       | Buenos Aires |
| Chacarita Juniors  | Buenos Aires |
| Estudiantes        | La Plata     |
| Ferro Carril Oeste | Buenos Aires |
| Gimnasia y Esgrima | La Plata     |
| Huracán            | Buenos Aires |
| Independiente      | Avellaneda   |
| Lanús              | Lanús        |
| Newell's Old Boys  | Rosario      |
| Platense           | Buenos Aires |
| Quilmes            | Quilmes      |
| Racing Club        | Avellaneda   |
| River Plate        | Buenos Aires |
| San Lorenzo        | Buenos Aires |
| Vélez Sarsfield    | Buenos Aires |

### Distribución geográfica de los equipos
| Región                 | Cant. | Equipos |
| ---------------------- | ----- | --- |
| Ciudad de Buenos Aires | 9     | Atlanta, Boca Juniors, Chacarita Juniors, Ferro Carril Oeste, Huracán, Platense, River Plate, San Lorenzo y Vélez Sarsfield |
| Conurbano bonaerense   | 5     | Banfield, Independiente, Lanús, Quilmes y Racing Club                                                                       |
| Ciudad de La Plata     | 2     | Estudiantes y Gimnasia y Esgrima                                                                                            |
| Ciudad de Rosario      | 1     | Newell's Old Boys |

## Tabla de posiciones final
| Pos. | Equipo                  | Pts. | PJ | PG | PE | PP | GF | GC | Dif. |
| ---- | ----------------------- | ---- | -- | -- | -- | -- | -- | -- | ---- |
| 1.º  | Banfield                | 44   | 32 | 17 | 10 | 5  | 63 | 33 | 30   |
| 1.º  | Racing Club             | 44   | 32 | 16 | 12 | 4  | 60 | 37 | 23   |
| 3.º  | River Plate             | 43   | 32 | 16 | 11 | 5  | 69 | 42 | 27   |
| 4.º  | Independiente           | 39   | 32 | 16 | 7  | 9  | 74 | 51 | 23   |
| 5.º  | Lanús                   | 37   | 32 | 14 | 9  | 9  | 62 | 49 | 13   |
| 6.º  | Boca Juniors            | 35   | 32 | 11 | 13 | 8  | 46 | 38 | 8    |
| 7.º  | San Lorenzo             | 35   | 32 | 13 | 9  | 10 | 46 | 41 | 5    |
| 8.º  | Chacarita Juniors       | 33   | 32 | 12 | 9  | 11 | 58 | 55 | 3    |
| 9.º  | Vélez Sarsfield         | 33   | 32 | 10 | 13 | 9  | 57 | 58 | −1   |
| 10.º | Estudiantes (LP)        | 29   | 32 | 11 | 7  | 14 | 65 | 55 | 10   |
| 11.º | Newell's Old Boys       | 28   | 32 | 10 | 8  | 14 | 40 | 58 | −18  |
| 12.º | Ferro Carril Oeste      | 27   | 32 | 8  | 11 | 13 | 50 | 55 | −5   |
| 13.º | Platense                | 25   | 32 | 9  | 7  | 16 | 51 | 64 | −13  |
| 14.º | Huracán                 | 24   | 32 | 6  | 12 | 14 | 44 | 59 | −15  |
| 14.º | Atlanta                 | 24   | 32 | 8  | 8  | 16 | 46 | 79 | −33  |
| 16.º | Quilmes                 | 23   | 32 | 7  | 9  | 16 | 52 | 79 | −27  |
| 17.º | Gimnasia y Esgrima (LP) | 21   | 32 | 4  | 13 | 15 | 41 | 71 | −30  |

|  | Juegan desempate por el título.     |
|  | Descendieron a la segunda división. |

### Resultados
| 15 de abril          | Banfield                | 3-1 | Platense                    |
| 15 de abril          | Chacarita Juniors       | 3-3 | Gimnasia y Esgrima La Plata |
| 15 de abril          | Estudiantes de La Plata | 3-0 | Atlanta                     |
| 15 de abril          | Ferro Carril Oeste      | 3-2 | Vélez Sarsfield             |
| 15 de abril          | Huracán                 | 2-2 | Boca Juniors                |
| 15 de abril          | Quilmes                 | 1-2 | San Lorenzo de Almagro      |
| 15 de abril          | Racing                  | 1-1 | Newell's Old Boys           |
| 15 de abril          | River Plate             | 1-1 | Lanús                       |
| Libre: Independiente |                         |     |                             |

| 22 de abril   | Atlanta                     | 2-3 | Quilmes                 |
| 22 de abril   | Boca Juniors                | 1-1 | Chacarita Juniors       |
| 22 de abril   | Gimnasia y Esgrima La Plata | 1-1 | Banfield                |
| 22 de abril   | Lanús                       | 2-0 | Estudiantes de La Plata |
| 22 de abril   | Newell's Old Boys           | 2-0 | River Plate             |
| 22 de abril   | Platense                    | 1-1 | Independiente           |
| 22 de abril   | San Lorenzo de Almagro      | 1-0 | Ferro Carril Oeste      |
| 22 de abril   | Vélez Sarsfield             | 2-0 | Huracán                 |
| Libre: Racing |                             |     |                         |

| 18 de noviembre | Atlanta                     | 1-1 | Racing                  |
| 18 de noviembre | Boca Juniors                | 3-3 | Quilmes                 |
| 18 de noviembre | Gimnasia y Esgrima La Plata | 2-1 | Ferro Carril Oeste      |
| 18 de noviembre | Independiente               | 3-2 | Chacarita Juniors       |
| 18 de noviembre | Lanús                       | 2-1 | Newell's Old Boys       |
| 18 de noviembre | Platense                    | 1-2 | Huracán                 |
| 18 de noviembre | San Lorenzo de Almagro      | 1-1 | River Plate             |
| 18 de noviembre | Vélez Sarsfield             | 3-3 | Estudiantes de La Plata |
| Libre: Banfield |                             |     |                         |

| 25 de noviembre          | Banfield                | 5-0 | Independiente               |
| 25 de noviembre          | Chacarita Juniors       | 2-1 | Platense                    |
| 25 de noviembre          | Estudiantes de La Plata | 1-2 | San Lorenzo de Almagro      |
| 25 de noviembre          | Huracán                 | 2-1 | Gimnasia y Esgrima La Plata |
| 25 de noviembre          | Quilmes                 | 4-0 | Vélez Sarsfield             |
| 25 de noviembre          | Racing                  | 5-3 | Lanús                       |
| 25 de noviembre          | River Plate             | 6-1 | Atlanta                     |
| 30 de noviembre          | Ferro Carril Oeste      | 1-2 | Boca Juniors                |
| Libre: Newell's Old Boys |                         |     |                             |

## Desempate por el título
| Final       | Final     | Final       | Final        | Final          |
| Equipo 1    | Resultado | Equipo 2    | Estadio      | Fecha          |
| ----------- | --------- | ----------- | ------------ | -------------- |
| Racing Club | 0 - 0     | Banfield    | El Gasómetro | 1 de diciembre |
| Banfield    | 0 - 1     | Racing Club | El Gasómetro | 5 de diciembre |

## Descensos y ascensos
Gimnasia y Esgrima (LP) y Quilmes descendieron a Primera B. Con el ascenso de Rosario Central, la cantidad de equipos para el Campeonato de Primera División 1952 disminuyó a 16.

## Goleadores
| Jugador              | Jugador           | Goles | Equipo           |
| -------------------- | ----------------- | ----- | ---------------- |
| Bandera de Argentina | Santiago Vernazza | 22    | River Plate      |
| Bandera de Argentina | Gustavo Albella   | 21    | Banfield         |
| Bandera de Argentina | José Florio       | 21    | Lanús            |
| Bandera de Argentina | Manuel Pelegrina  | 19    | Estudiantes (LP) |
| Bandera de Argentina | Raúl Barrionuevo  | 18    | Atlanta          |
| Bandera de Argentina | Óscar Coll        | 18    | Platense         |